# Karl Toko Ekambi
Karl Brillant Toko Ekambi (* 14. září 1992 Paříž) je kamerunský profesionální fotbalista, který hraje na pozici křídelníka či útočníka za francouzský klub Stade Rennais FC, kde je na hostování z Olympique Lyon, a za kamerunský národní tým.

## Klubová kariéra
Toko Ekambi je odchovancem francouzského klubu Paris FC. Po třech sezónách, které odehrál v Championnat National, se přesunul do druholigového a Sochaux, ve kterém odehrál dvě sezóny. V létě 2016 přestoupil do Angers, hrající v Ligue 1. Poté, co vstřelil ve své druhé sezóně v klubu 17 ligových branek a získal ocenění pro nejlepšího Afričana v soutěži, přestoupil za 18 miliónů eur do španělského Villarrealu. Po 18 měsících ve španělské La Lize se vrátil do francouzské nejvyšší soutěže, a to nejprve na hostování do Lyonu. Lyon následně využil opce na trvalý přestup, a zaplatil tak Villarrealu odstupné ve výši asi 11 miliónů eur.

## Reprezentační kariéra
V A-mužstvu Kamerunu debutoval 6. 6. 2015 v přátelském zápase proti reprezentaci Burkiny Faso (výhra 3:2).

Zúčastnil se afrického šampionátu 2017 konaného v Gabonu. S kamerunským národním týmem slavil na turnaji titul.